# 柚木伸介 (タレント)
柚木 伸介（ゆうき のぶゆき、5月2日 - ）は、日本の男性声優、MC、ナレーター。大阪府出身。オフィスキイワード所属。

## 略歴
京都コンピュータ学院卒業。

## 出演

### ゲーム
- ネオジオバトルコロシアム（Mr.ビッグ）
- THE KING OF FIGHTERSシリーズ（Mr.ビッグ）

### ラジオ
- Afternoon Breeze[注 1]（FMなばり、2008年2月8日）
- アナウンサー全員集合！この際だから言っちゃいましょう〜（FMなばり、2008年12月31日）
- ラジオでアドバンステーション[注 2]（FMなばり、2009年1月2日 - 2009年1月3日）
- You gotta music Monday[注 3]（FMなばり、2009年5月11日 - 2010年3月29日）
- せやて！名張やて！（FMなばり、2010年3月7日 - 2010年3月28日）
- なばステ Route 835（FMなばり、2010年4月11日 - 2010年12月26日）
- pick up news 2010年　名張ではこんなことがありました（FMなばり、2010年12月28日 - 2010年12月31日）
- You gotta music Friday[注 4]（FMなばり、2011年2月4日 - 2011年7月29日）
- 昭和時代へのタイムトラベル[注 5]（FMなばり、2011年4月29日）
- 七色ミュージック[注 6]（FMなばり、2011年5月4日）
- ほっと。すて〜しょ〜ん 83.5 月曜[注 7]（FMなばり、2013年11月11日 - 2014年9月29日）
- ほっと。すて〜しょ〜ん 83.5 金曜（FMなばり、2014年10月3日 - 2015年3月27日）
- なばステ 2015 新春 生放送SP（FMなばり、2015年1月1日）
- サタデーGoing!!!（FMなばり、2015年3月21日）[注 8]
- Evening Station 83.5 Monday（FMなばり、2015年10月5日 - ）
- FMなばりコールサイン[4]

### TV
- NMB48 チーム別でやったんで！祭り2014（スカパー）
- 知るを楽しむ　歴史に好奇心（NHK教育）
- ドラマティックナイン（奈良テレビ)
- ルックJTBで行く西オーストラリアの旅（J:COM)
- 陣内智則『NETAJIN2』『エンタの神様』（ナレーション）
- 北京直前SPドーピング衝撃の真実（関西テレビ）
- MU-GEN～Music Generations（千葉テレビ）
- ニュースANCHOR・カキューン！！・心霊タクシー（関西テレビ）
- 阪急・浪漫沿線（スカパー!e2・TAKARAZUKA SKY STAGE）
- 「祭の神髄」(姫路ケーブルテレビ)
- 「アドバンステーション」（アナウンサー、アドバンスコープ）
- 「DAILY アドバンスコープ」（アナウンサー、アドバンスコープ、2012年1月11日 - 2012年5月31日）
- 「アドバンスコープDAILYニュース」（アナウンサー、アドバンスコープ、2012年6月1日 - 2013年9月27日）
- 「ADSニュース」「名張青山歴史街道をゆく」（アナウンサー、アドバンスコープ、2013年9月30日 - ）
- 「名張市議会議員選挙開票速報」（司会、アドバンスコープ、2014年8月24日）
- 「歴史街道 初瀬街道を歩く 消えた街道と新田宿」（案内人・ナレーション、アドバンスコープ、2019年11月後半）

### CMナレーションなど
- FM京都
- 天下一品
- 国勢調査2015(大阪府)
- 和歌山マリーナシティ(jcom)
- オルファ株式会社
- THE 舶来寄席2014・2015
- HINTON BATTLE'S AMERICAN VARIETY BANG! ～ヒントン・バトルのアメリカン・ヴァラエティ・バン！～
- 焼肉でん
- 阪急交通社
- くら寿司
- 伊予銀行
- MIZUNO
- 高島屋
- 小林製薬
- スパワールド
- リーブ21
- キョードー大阪
- 山彦住宅(ラジオDJ版) FM-HANAKO
- 料亭 柿右衛門、文禄亭 FM-HANAKO
- ツキムラ
- 大阪ガス（一部バージョン）
- USJ（一部バージョン）
- なかの工務店（FMなばり）
- FMなばり特殊詐欺対策キャンペーン
- FMなばり青少年インターネットマナー啓発（アナウンサー役）
- 亀井商事（FMなばり）

### VPナレーション
- 三菱電機
- ダイキン
- パナソニック
- 藤商事
- 京セラ
- シャープ
- NTT西日本

### その他
- AKB48握手会MC
- ハッピー☆カウントダウン in TIVOLI（MC、2007年12月31日 - 2008年1月1日）
- 第9回 ふれあいフェスタ in 青山（MC、2013年11月10日）
- 圏際・食彩・文化祭 ご当地グルメでまちおこし in NABARI（メインMC、2013年11月30日 - 12月1日）
- 第2回 泉南フェスタ（MC、2014年10月5日）
- 第10回 ふれあいフェスタ in 青山（MC、2014年10月26日）
- ケーブルテレビフェスタ名張 (MC、2015年2月7日)
- 朗読劇「桜結び」[5] （2015年5月16日）
- 大阪府 国勢調査2015 PR（ガンバ大阪[6]、セレッソ大阪[7]篇）ナレーション